# Convent de Sant Antoni de Viana
El convent de Sant Antoni de Viana, dit també de Sant Antoniet, és un edifici conventual de la ciutat de Mallorca situat al carrer de Sant Miquel. Va ser fundat el 1230, i pertanyia a l'orde dels antonians. Amb la supressió de l'orde a final del segle xviii, l'espai deixà de funcionar com a convent; actualment, l'església pertany a la parròquia de Sant Miquel, i el claustre del convent és un espai visitable propietat de BBVA.

## Nom
L'edifici rep el nom del sant titular, Sant Antoni Abat. Pel fet que les relíquies del sant es troben a la ciutat de Viena del Delfinat, també era anomenat Sant Antoni de Viena, que els mallorquins varen acabar per modificar en Viana. Finalment, també és conegut amb el diminutiu afectiu Sant Antoniet.

## Història
El rei en Jaume concedí el 13 de setembre del 1230 unes cases als Canonges Regulars de Sant Antoni. Aquests religiosos hi fundaren el convent i hospital de Sant Antoni, que comptaven amb una església. Aquest orde estava dedicat a tenir cura dels malalts del denominat foc sagrat o foc de Sant Antoni, la denominació popular de l'ergotisme. El 1362 el convent es va engrandir, d'acord amb l'increment de la devoció a Sant Antoni. El 1729 varen començar unes obres de reforma a totes les dependències, que comportaren la construcció d'un nou claustre. Amb tot, el 1756, malgrat les reformes a l'església, aquesta encara es trobava en estat ruïnós i es va haver d'enderrocar. El 1757 s'inicià la construcció de la nova església, que va ser beneïda el 1768. Vint anys més tard, d'acord amb la butla del papa Pius VI, es va suprimir l'orde antonià, de manera que les obres de la portada restaren paralitzades i no s'arribaren a acabar mai. De llavors ençà, l'església depèn de la parròquia de Sant Miquel, mentre que el claustre és propietat del Banc de Bilbao-Biscaia, que va restaurar tant el claustre com l'església; la resta del convent va ser enderrocat.

## Autoria

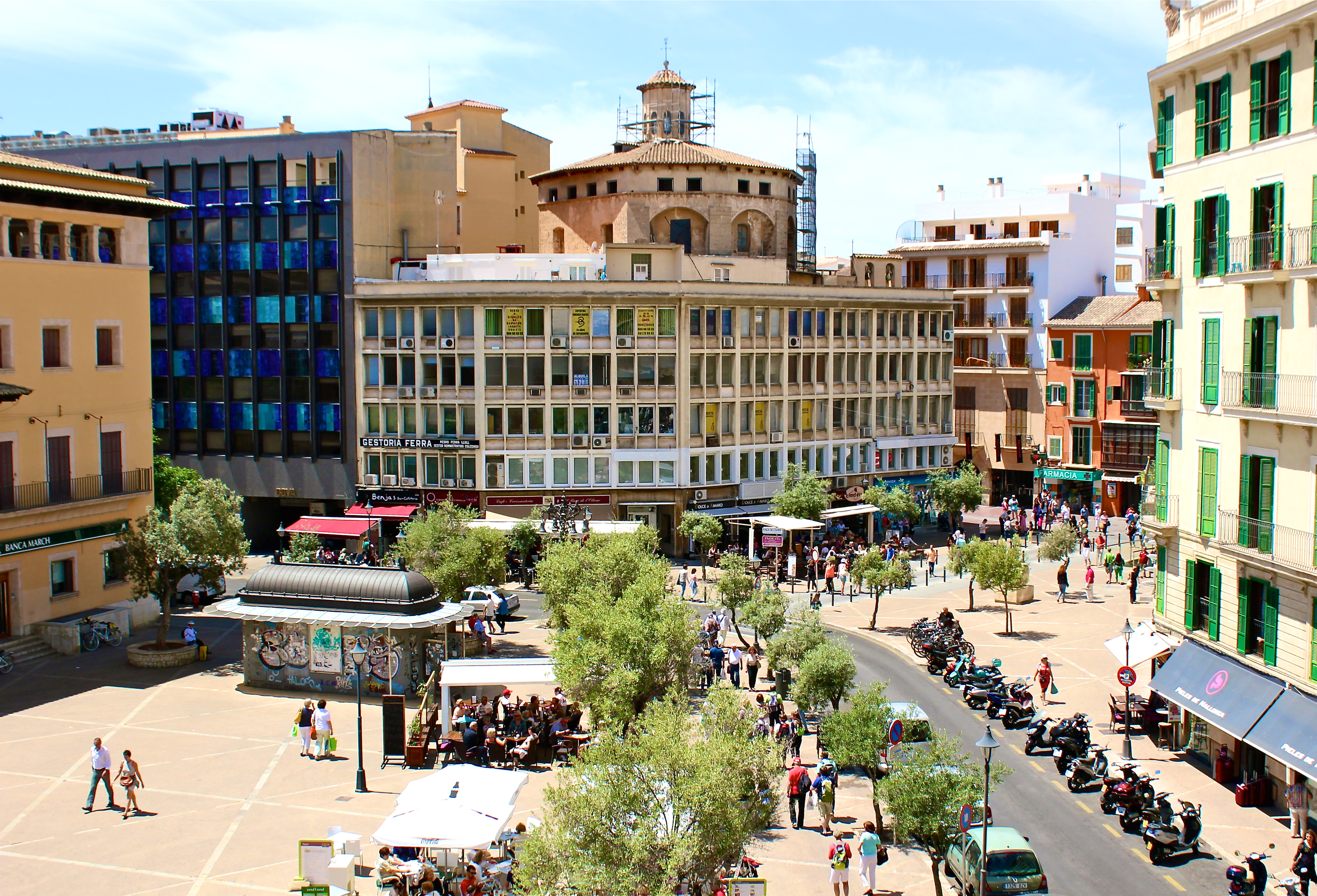
Plaça de l'Olivar i Convent de Sant Antoniet

Antoni Furió va atribuir l'obra de l'església a Lluc Mesquida i Rosselló i més tard al seu fill Antoni Mesquida Tomàs. En la mateixa línia Bartomeu Ferrà apuntava que fou Antoni Mesquida l'autor dels plànols. Altres autors, com Antonio Alonso, Santiago Sebastián o Catalina Cantarelles, s'han fet ressò de la problemàtica. Cantarelles ha apuntat la possibilitat que el disseny fos obra d'un mestre estranger i la realització fos de mestres d'obres locals com els Mesquida.

## Descripció

### La façana
La façana, que mai va ser acabada del tot, ofereix una decoració de quadrícula marcada per dues línies d'impostes en sentit horitzontal. Hi ha tres portals amb llinda, els laterals emmarcats per motllures. El central, que és el principal, es troba desornamentat per complet. Dalt del portal hi ha un nínxol amb una imatge de Sant Antoni. La façana està coronada per un frontó triangular. S'entra al claustre per un portal senzill.

### L'església

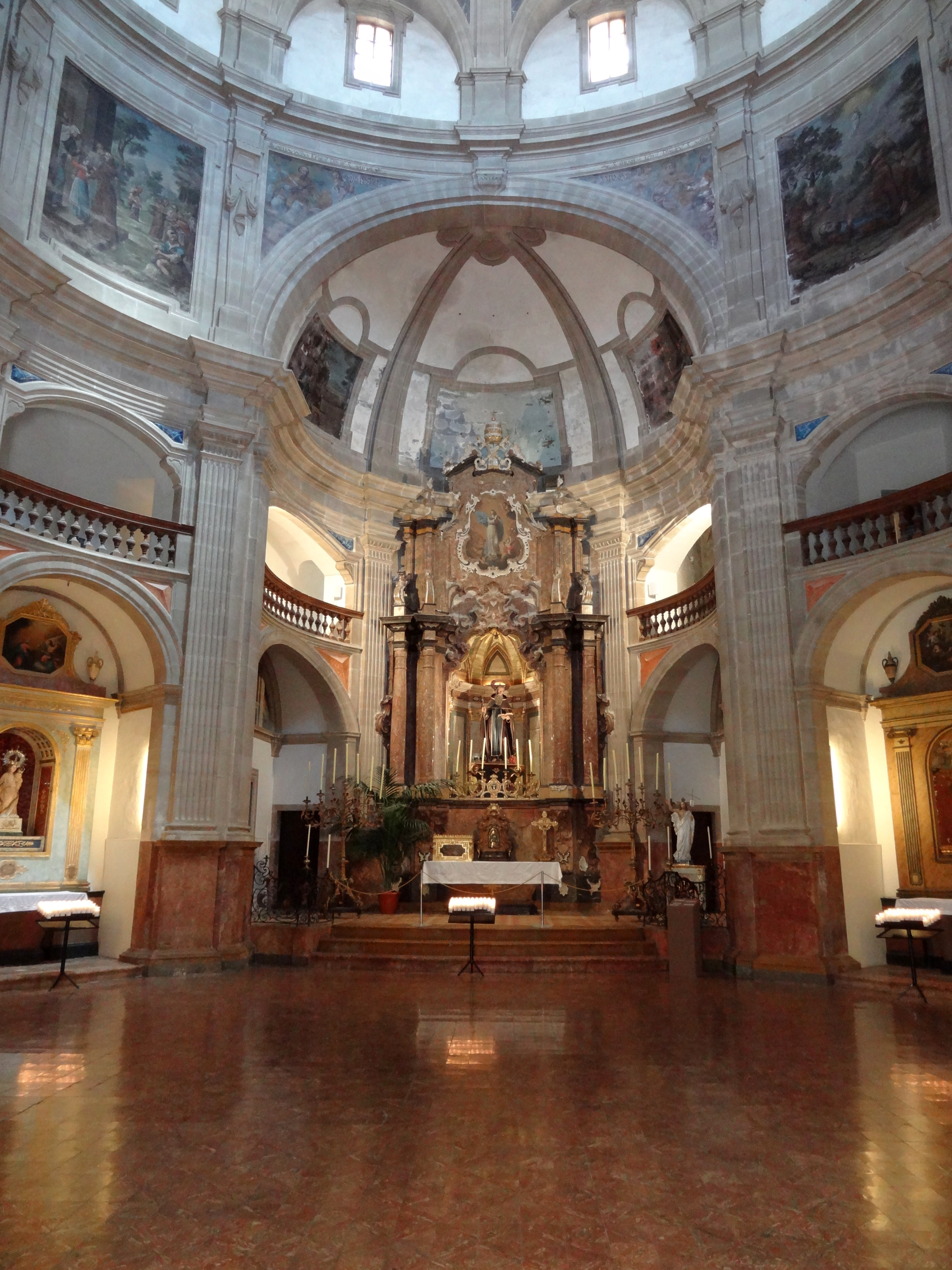
Església de Sant Antoni de Viana

La planta de l'església és el·líptica, té l'eix menor prolongat per annexos absidals de planta quasi semiel·líptica. Hi ha sis capelles laterals rectangulars, tres a cada costat, obertes sota arcs rebaixats. Sobre les tribunes abalustrades hi ha uns panells decorats amb escenes de la vida de Sant Antoni. L'espai central de l'església és cobert per una cúpula el·líptica, tancada per un llanternó, envoltat per deu arcs de mig punt. L'estructura està sostinguda per pilastres amb motllures que descansen sobre un basament que recorre tot l'interior del temple.
A l'interior hi ha dues representacions de Santa Quitèria: una escultura al retaule de la primera capella lateral dreta i una pintura que corona el retaule de la segona capella lateral esquerra. La seva presència es deu al fet que Santa Quitèria, com Sant Antoni, era advocada contra el mal de foc o ergotisme.

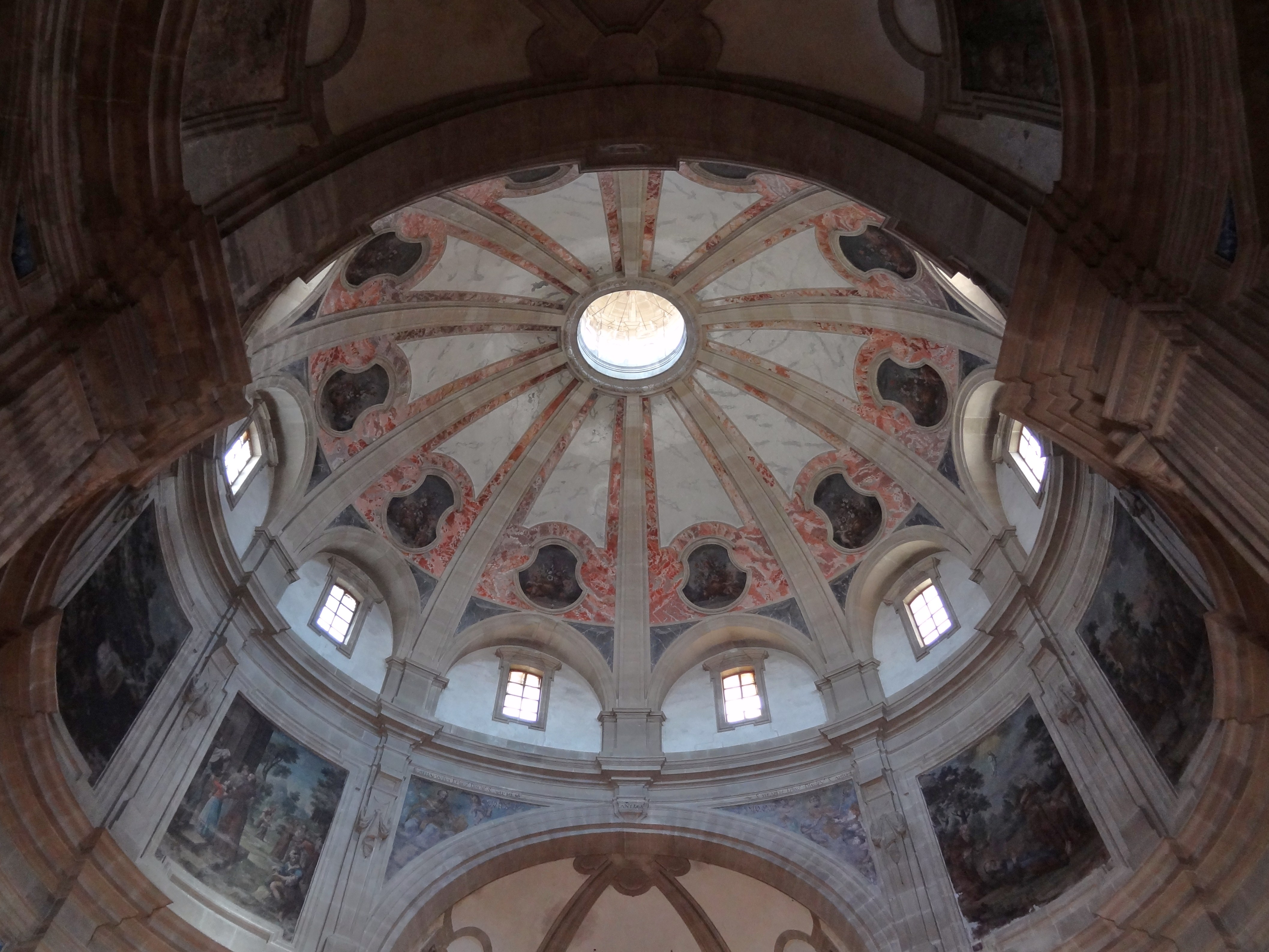
Cúpula de Sant Antoni de Viana

### El claustre
El claustre, atribuït a Lluc Mesquida i Rosselló, és l'únic element conservat del convent. De planta el·líptica, té l'eix major perpendicular a la façana i l'interior presenta dos pisos amb arcs de mig punt decorats amb motlures i columnes toscanes, de fust lleugerament bombat. El pis superior té una balustrada a partir de la qual s'alcen les columnes. El conjunt està tancat per una volada de teules.